# Бунделі
Бунделі (дев. बुन्देली або बुंदेली; інша назва бунделкханді) — індоарійська мова, яку часто вважають діалектом гінді. Оцінки загальної кількості носіїв варіюються від 644 000 до 20 000 000 осіб. Носії бунделі населяють область Бунделкханд штату Мадг'я-Прадеш, а також штат Уттар-Прадеш. В Уттар-Прадеші на бунделі розмовляють у таких округах:
- Джабалпур
- Джганзі[en]
- Лалітпур[en]
- Банда
- Джалаун[en]
- Махоба[en]
- Гамірпур[en]
- Читракут[en]
- Сагар[en]
- Дамох[en]
- Панна[en]
- Чхатарпур[en]
- Гуна
- Відіша
- Датія[en]

Бунделі споріднена з мовою брадж бгаша, літературною мовою північної Індії до XIX століття. Самою бунделі в середньовіччі створено значну епічну поезію.